# Prisoner of War
Prisoner of War é um filme de guerra estadunidense de 1954, dirigido por Andrew Marton e estrelado por Ronald Reagan, Steve Forrest, Dewey Martin e Oskar Homolka.

## Enredo
Um oficial americano se oferece para ser capturado a fim de investigar denúncias de abuso contra prisioneiros de guerra americanos em campos de concentração norte-coreanos durante a Guerra da Coréia.

## Elenco
- Ronald Reagan como Webb Sloane
- Steve Forrest como Coronel Joseph Robert Stanton
- Dewey Martin como Jesse Treadman
- Oskar Homolka como Col. Nikita I. Biroshilov (as Oscar Homolka)
- Robert Horton como Francis Aloysius Belney
- Paul Stewart como Capt. Jack Hodges
- Harry Morgan como Major O.D. Hale
- Stephen Bekassy como Tenente Georgi M. Robovnik
- Leonard Strong como Coronel Kim Doo Yi
- Darryl Hickman como Merton Tollivar
- Weaver Levy como Red Guard
- Rollin Moriyama como Capt. Lang Hyun Choi
- Ike Jones como Benjamin Julesberg
- Clarence Lung como oficial MVD
- Jerry Paris como Axel Horstrom
- John Lupton como Tenente Peter Reilly
- Ralph Ahn como Red Guard
- Peter Hansen como Capt. Fred Osborne
- Strother Martin como homem de muletas
- Gordon Mitchell como Bit Role
- Dick Sargent como Tenente Leonard Lee
- Stuart Whitman como Capitão (sem crédtidos)
- Jastin Ardiente como Capitão

## Controvérsia
O autor Robert J. Lentz do livro Korean War Filmography: 91 English Language Features through 2000 afirma que o filme foi "inegavelmente exagerado".